# Bóng đá nữ tại Đức

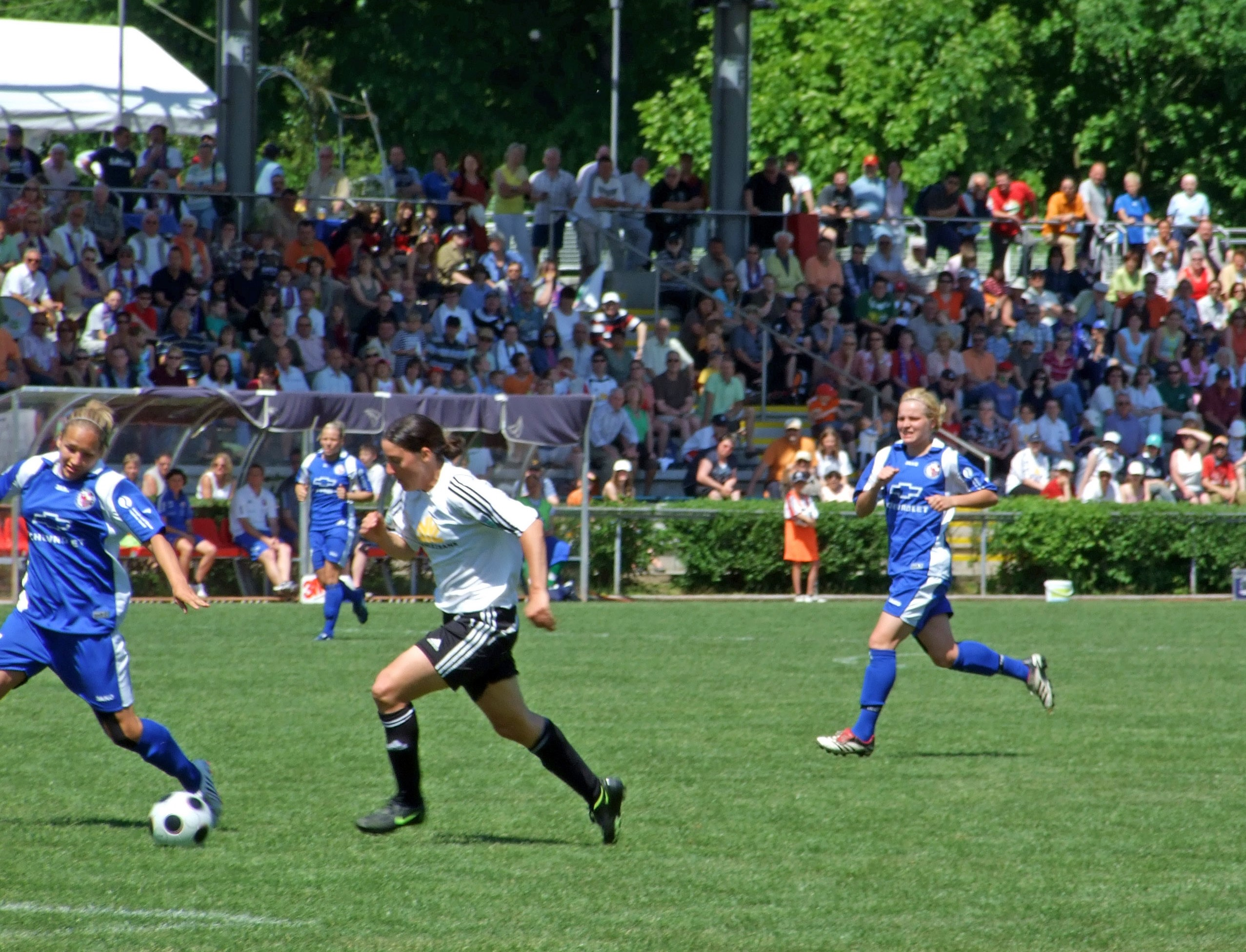
Frankfurt gặp Potsdam tại Bundesliga

Bóng đá nữ là một trong những môn thể thao phổ biến tại Đức. Sự phát triển nhanh chóng của môn thể thao có sự góp công không nhỏ từ thành công đội tuyển nữ quốc gia cũng như các câu lạc bộ.

## Lịch sử
Vào thế kỷ 20, khi phụ nữ ở các nước châu Âu khác bắt đầu phong trào thể thao mạnh mẽ thì ở Đức phụ nữ bị ngăn cản chơi thể thao. Vào thập niên 1920 phụ nữ bắt đầu tự thành lập các câu lạc bộ thể thao của riêng họ. Vào năm 1955 Hiệp hội bóng đá Đức tuyên bố không cho phép nữ giới tham gia vào hiệp hội vì cho rằng họ yếu đuối và dễ gặp chấn thương. Trong thập niên 1960 đã có một cuộc thảo luận về việc thành lập một Hiệp hội bóng đá nữ, nhưng không đi đến đâu.
DFB cuối cùng cho phép phụ nữ tham gia vào ngày 30 tháng 10 năm 1970, nhưng phải có những thay đổi về luật lệ. Phụ nữ chỉ được chơi trong thời tiết ấm. Giầy bóng đá không được có đinh còn bóng thì nhỏ và nhẹ hơn. Thời gian một trận đấu chỉ còn 70 phút.
Vào năm 1971 một giải bóng đá nữ ra đời cùng nhiều giải khác ra đời trong các năm sau đó. Vào ngày 8 tháng 9 năm 1974 TuS Wörrstadt trở thành câu lạc bộ đầu tiên vô địch quốc gia.
Cúp bóng đá nữ Đức đầu tiên được tổ chức vào năm 1981 và đội vô địch là SSG 09 Bergisch Gladbach sau khi vượt qua TuS Wörrstadt 5-0 trong trận chung kết trước 35.000 khán giả.
Đội tuyển quốc gia (do Gero Bisanz dẫn dắt) có trận ra mắt (khi đó là Tây Đức) vào ngày 10 tháng 11 năm 1982 gặp Thụy Sĩ. Đức giành chiến thắng 5–1. Hai cầu thủ ghi bàn sau này đều trở thành huấn luyện viên trưởng đội tuyển quốc gia.
Vào năm 1989 Tây Đức là chủ nhà của Giải vô địch bóng đá nữ châu Âu 1989. Trận đấu mà họ đánh bại Ý trên chấm penalty là trận đấu bóng đá nữ đầu tiên được phát trực tiếp tại Đức. Vào ngày 2 tháng 7 năm 1989 Đức đánh bại đội Na Uy 4-1 trong trận chung kết.

## Giải vô địch quốc gia
Sau thành công của đội tuyển quốc gia vào năm 1989, DFB thành lập giải Frauen-Bundesliga vào năm 1990 với 20 đội được chia thành hai bảng, miền Bắc và miền Nam. Bundesliga được thu lại thành một giải duy nhất gồm 12 đội năm 1997, Tuy nhiên với sự lớn mạnh của Regionalliga, DFB thành lập Giải hạng hai Bundesliga vào năm 2004. Giải hạng hai gồm 24 đội chia thành hai bảng.

## Đội tuyển quốc gia
Đội tuyển bóng đá nữ quốc gia Đức được DFB thành lập là một trong những đội tuyển nữ thành công nhất. Họ là đội tuyển nữ duy nhất từng bảo vệ thành công chức vô địch World Cup khi vô địch vào các năm 2003 dưới sự dẫn dắt của Tina Theune-Meyer và 2007 của Silvia Neid. Họ cũng vô địch sáu kỳ Giải vô địch bóng đá nữ châu Âu gần nhất (1995, 1997, 2001, 2005, 2009, 2013).